# Élections générales paraguayennes de 2018
Les élections générales paraguayennes de 2018 se déroulent le 22 avril 2018 afin d'élire le nouveau président de la République ainsi que de renouveler les deux chambres du Parlement. Les élections des gouverneurs et des assemblées des 17 départements du pays ont lieu simultanément, de même que celles des 18 délégués au Parlement du Mercosur.

## Contexte
Le président en exercice Horacio Cartes sort vainqueur des élections de 2013 et succède ainsi à Federico Franco, qui, en tant que vice-président, avait alors remplacé Fernando Lugo après que ce dernier a été démis du pouvoir par une très controversé procédure d’empêchement faisant suite à sa mise en cause dans une expulsion foncière qui avait fait 17 morts. Cette destitution est alors considérée par plusieurs pays de la région comme un coup d'État parlementaire, et mène à la suspension du pays du Mercosur et de l'Unasur.
Début 2017, Horacio Cartes tente de faire modifier la constitution de 1992 afin de supprimer la limitation à un unique mandat présidentiel de cinq ans. L'amendement constitutionnel est voté en ce sens au Sénat par ses alliés du Parti colorado le 1er avril. Un référendum devait permettre de le ratifier.
La tentative de modification de la constitution adoptée lors de la transition démocratique ayant suivi la dictature militaire du général Alfredo Stroessner de 1954 à 1989 et établie de manière à empêcher le retour d'un tel précédent déclenche une vague de violentes manifestations populaires dans le pays. L'Église catholique tente une médiation, mais les manifestations se poursuivent. Le 17 avril, Cartes renonce à son projet de modification de la constitution.
Selon une historienne paraguayenne citée par El País, « la faible mobilité du pouvoir au Paraguay, marqué par deux partis qui ne se différencient que faiblement sur le plan idéologique, tient aux habitudes de gouvernement. Depuis des années, celui-ci gère le patrimoine du pays comme si c’était le sien. Les gouvernements du Paraguay ne trouvent pas leur légitimité dans la transparence du pouvoir ou les politiques sociales, mais dans leur capacité à offrir des faveurs en contrepartie d’un appui politique. »

## Système électoral
Le président de la république du Paraguay est élu au scrutin uninominal majoritaire à un tour pour un mandat de cinq ans non renouvelable. Chaque candidat se présente avec un colistier lui même candidat à la vice-présidence. Les candidats doivent être de nationalité paraguayenne, avoir au moins trente-cinq ans et être en pleine possession de leurs droits civiques.
Le Congrès du Paraguay est un parlement bicaméral composé d'une chambre basse, la Chambre des députés, et d'une chambre haute, le Sénat, dont l'ensemble des membres sont élus simultanément pour cinq ans au suffrage universel direct. 
À la Chambre des députés, 80 sièges sont à pourvoir au scrutin proportionnel plurinominal avec listes bloquées, répartis selon la méthode de la plus forte moyenne. Le scrutin a lieu dans dix-huit circonscriptions plurinominales correspondant aux départements du Paraguay plus la capitale Asuncion.
Au Sénat, 45 sièges sont à pourvoir selon les mêmes modalités, mais dans une unique circonscription nationale. Les anciens présidents de la République sont sénateurs à vie, mais ne disposent pas du droit de vote.

## Résultats

### Présidence de la République
|                          | Mario Abdo Hugo Velázquez Moreno            | Parti colorado                              | 1 206 067 | 48,96 |  |  |
|                          | Efraín Alegre Leonardo Rubín                | Grande alliance nationale pour le renouveau | 1 110 464 | 45,08 |  |  |
|                          | Juan Bautista Ybáñez Cantalicio Otazu       | Parti vert                                  | 84 045    | 3,41  |  |  |
|                          | Jaro Ilicineo Anzoátegui Mariño José Medina | Mouvement national artiste du Paraguay      | 15 490    | 0,63  |  |  |
|                          | Atanasio Galeano Irma Vera de Viera         | Mouvement patriotique populaire             | 9 908     | 0,40  |  |  |
|                          | Ramón Ernesto Benítez Carlos Torres         | Mouvement de la réserve patriotique         | 9 361     | 0,38  |  |  |
|                          | Pedro Almada Carlos Perrone                 | Front large                                 | 8 590     | 0,35  |  |  |
|                          | Efraín Enríquez                             | Mouvement national souverain                | 7 291     | 0,30  |  |  |
|                          | Celino Ferreira Juan Vall                   | Mouvement civique national Unámonos         | 6 295     | 0,26  |  |  |
|                          | Justo Germán Ortega Juan Rotela             | Parti social-démocrate des héritiers        | 5 930     | 0,24  |  |  |
|                          |                                             |                                             |           |       |  |  |
| Votes valides            | Votes valides                               | Votes valides                               | 2 463 441 | 94,82 |  |  |
| Votes blancs             | Votes blancs                                | Votes blancs                                | 62 624    | 2,41  |  |  |
| Votes nuls               | Votes nuls                                  | Votes nuls                                  | 71 924    | 2,77  |  |  |
| Total                    | Total                                       | Total                                       | 2 597 989 | 100   |  |  |
| Abstention               | Abstention                                  | Abstention                                  | 1 643 518 | 38,75 |  |  |
| Inscrits / participation | Inscrits / participation                    | Inscrits / participation                    | 4 241 507 | 61,25 |  |  |

### Sénat
|                          |                                              |           |       |        |               |  |  |  |  |
| Partis                   | Partis                                       | Voix      | %     | Sièges | +/-           |  |  |  |  |
|                          | Parti colorado (ANR-PC)                      | 766 841   | 35,52 | 17     | 2             |  |  |  |  |
|                          | Parti libéral (L)                            | 570 205   | 24,18 | 13     | en stagnation |  |  |  |  |
|                          | Front Guasú (FG)                             | 279 008   | 11,83 | 6      | 1             |  |  |  |  |
|                          | Parti de l'amour de la patrie (PPQ)          | 159 625   | 6,77  | 3      | 3             |  |  |  |  |
|                          | Parti politique Agissons (PPH)               | 105 375   | 4,47  | 2      | Nv.           |  |  |  |  |
|                          | Parti démocrate progressiste (PDP)           | 86 216    | 3,66  | 2      | 1             |  |  |  |  |
|                          | Mouvement de la croisade nationale (MCN)     | 58 409    | 2,48  | 1      | Nv.           |  |  |  |  |
|                          | Union nationale des citoyens éthiques (UNCE) | 49 889    | 2,12  | 1      | 1             |  |  |  |  |
|                          | Autres partis                                | 282 735   | 11,99 | 0      | -             |  |  |  |  |
|                          |                                              |           |       |        |               |  |  |  |  |
| Suffrages exprimés       | Suffrages exprimés                           | 2 358 303 | 91,11 |        |               |  |  |  |  |
| Votes blancs             | Votes blancs                                 | 137 277   | 5,30  |        |               |  |  |  |  |
| Votes invalides          | Votes invalides                              | 92 716    | 3,58  |        |               |  |  |  |  |
| Total                    | Total                                        | 2 588 296 | 100   | 45     | en stagnation |  |  |  |  |
| Abstentions              | Abstentions                                  | 1 653 211 | 38,98 |        |               |  |  |  |  |
| Inscrits / participation | Inscrits / participation                     | 4 241 507 | 61,02 |        |               |  |  |  |  |

### Chambre des députés
|                          |                                                     |           |       |        |               |  |  |  |  |
| Partis                   | Partis                                              | Voix      | %     | Sièges | +/-           |  |  |  |  |
|                          | Parti colorado (ANR-PC)                             | 927 183   | 39,10 | 42     | 2             |  |  |  |  |
|                          | Parti libéral (L)                                   | 420 821   | 17,74 | 17     | 3             |  |  |  |  |
|                          | Grande alliance nationale pour le renouveau (GANAR) | 286 513   | 12,08 | 13     | 3             |  |  |  |  |
|                          | Parti de l'amour de la patrie (PPQ)                 | 105 765   | 4,46  | 3      | 3             |  |  |  |  |
|                          | Parti politique Agissons (PPH)                      | 75 601    | 3,19  | 2      | Nv.           |  |  |  |  |
|                          | Parti de la rencontre nationale (PEN)               | 75 514    | 3,18  | 2      | en stagnation |  |  |  |  |
|                          | Mouvement de la croisade nationale (MCN)            | 33 417    | 1,41  | 1      | Nv.           |  |  |  |  |
|                          | Autres partis                                       |           |       | 0      | -             |  |  |  |  |
|                          |                                                     |           |       |        |               |  |  |  |  |
| Suffrages exprimés       | Suffrages exprimés                                  | 2 371 607 | 91,84 |        |               |  |  |  |  |
| Votes blancs             | Votes blancs                                        | 132 296   | 5,12  |        |               |  |  |  |  |
| Votes invalides          | Votes invalides                                     | 78 457    | 3,04  |        |               |  |  |  |  |
| Total                    | Total                                               | 2 597 989 | 100   | 80     | en stagnation |  |  |  |  |
| Abstentions              | Abstentions                                         | 1 659 147 | 39,12 |        |               |  |  |  |  |
| Inscrits / participation | Inscrits / participation                            | 4 241 507 | 60,88 |        |               |  |  |  |  |

## Contestation
L'opposition dénonce des fraudes et réclame un recomptage des bulletins.